# Campionati europei di sci alpinismo 2003
I Campionati europei di sci alpinismo 2003 sono stati la 2ª edizione della competizione continentale di sci alpinismo. Si sono svolti il 28 al 30 marzo 2003 sui Monti Tatra, in Slovacchia. 

## Podi

### Maschili
| Evento         | Oro                                | Argento                                 | Bronzo                                  |
| Individuale    | Manfred Reichegger                 | Stéphane Brosse                         | Heinz Blatter                           |
| Combinata      | Manfred Reichegger                 | Stéphane Brosse                         | Rico Elmer                              |
| Gara a squadre | Svizzera Damien Farquet Rico Elmer | Italia Manfred Reichegger Dennis Brunod | Italia Camillo Vescovo Mirco Mezzanotte |

### Femminili
| Evento         | Oro                                                 | Argento                                  | Bronzo                                   |
| Individuale    | Cristina Favre-Moretti                              | Catherine Mabillard                      | Valérie Ducognon                         |
| Combinata      | Svizzera Catherine Mabillard Cristina Favre-Moretti | Francia Valérie Ducognon Delphine Oggeri | Francia Corinne Favre Véronique Lathuraz |
| Gara a squadre | Cristina Favre-Moretti                              | Catherine Mabillard                      | Valérie Ducognon                         |

## Medagliere
| Posiz. | Nazione  | Oro | Argento | Bronzo | Totale |
| ------ | -------- | --- | ------- | ------ | ------ |
| 1      | Svizzera | 4   | 2       | 2      | 8      |
| 2      | Italia   | 2   | 1       | 1      | 4      |
| 3      | Francia  | 0   | 3       | 3      | 6      |
| Totale | Totale   | 6   | 6       | 6      | 18     |